# Ted Neeley
Ted Neeley (Ranger, Texas, 1943. szeptember 20. –) amerikai színész, énekes, zeneszerző és dobos.
Leghíresebb szerepe Jézus az 1973-ban készült Jézus Krisztus szupersztárban. Neeley színpadon is alakította Jézust az elmúlt évtizedekben.

## Karrierje
Neeley Észak-Amerikában született, Texasban. 1965-ben bandája, a The Teddy Neeley Five megkötötte az első szerződését a Capitol Records zenekiadóval. A színész ekkor 22 éves volt, az együttesben dobolt. Első albumuk címe Teddy Neeley volt.
Mivel Neeley hangterjedelme elég nagy, és jellemzően sikoltva (scream) énekel, hangképzése és hangtechnikája miatt gyakran szerepelt rockoperákban, és énekelt rockos hangzású dalokat.
1967-ben szerepelt a Hair című musicalben, melyből 1979-ben film készült. Tom O'Horgan rendezővel dolgozott együtt, aki később a Broadway-n segédkezett a Jézus Krisztus szupersztár rendezésében. Neeley ekkor ismerkedett meg Carl Andersonnal.
2012-ben Quentin Tarantino filmjében, a Django elszabadulban is szerepelt.

## Jézus Krisztus szupersztár
Andrew Lloyd Webber és Tim Rice 1970-ben kiadták azonos című zenei albumukat, amely a következő évre színpadi show-vá nőtte ki magát. 1972-ben Neeley eredetileg Júdás szerepére jelentkezett. A szerepet beugró színészként kapta meg, de egy Los Angeles-i előadás után – melyen állva tapsoltak a nézők – teljesen az övé lett.
Jézus szerepét színpadon és a filmben is nagyon spirituális élményként élte meg, a forgatáson felvetette, hogy valódi korbácsütéseket kellene bemutatni, mert csak így lesz hiteles. Filmbeli szerepéért 1974-ben Golden Globe-díjra jelölték A legjobb férfi főszereplőnek – zenés film vagy vígjáték és Az év férfi színész felfedezettje kategóriában.
Színpadon 1992 és 1997 között mintegy 1700 alkalommal játszotta el ezt a szerepet. 2013-ban, a film bemutatójának 40. évfordulóján Neeley világ körüli turnéra indult.

## Magánélete
A Júdást alakító Carl Andersonnal közeli barátok voltak. 2004-ben, az Anderson halála utáni megemlékezésen Neeley a Jézus Krisztus szupersztár egyik dalát énekelte.
Feleségét 1973-ban ismerte meg a Jézus Krisztus szupersztár forgatásán. Leeyan Granger táncolt az egyik jelenetben. 1981-ben házasodtak össze, két gyermekük van.